# Зелёный Гай (платформа)
Зелёный Гай (укр. Зелений Гай) — остановочный пункт Южной железной дороги, находящийся в посёлке Высокий на берегу Зеленогайского пруда. Невдалеке от платформы — конечная маршрутного такси № 624. Поезда дальнего следования, а также некоторые пригородные по платформе Зелёный Гай не останавливаются.

## История
Платформа построена в селе Зелёный Гай (ныне не существующем).
- 1941, октябрь - оккупирована вермахтом.
- 1943, 29 августа[2] - село Зеленый Гай освобождено 94-й гвардейской стрелковой дивизией 69-й армии СССР.

## Путевое развитие
Чётный и нечётный пути перегона Покотиловка-Мерефа.

## Сооружения
Здание вокзала с кассой, кладки через пруд.

## Поезда
Участок Харьков-Мерефа обслуживается исключительно электропоездами ЭР2, ЭР2Р, ЭР2Т депо Харьков. В чётном направлении поезда идут до станции Харьков-Пассажирский, в нечётном — до станций Мерефа, Змиёв, Борки, Лихачёво, Беляевка, Лозовая, Власовка, Красноград.